# 벧엘

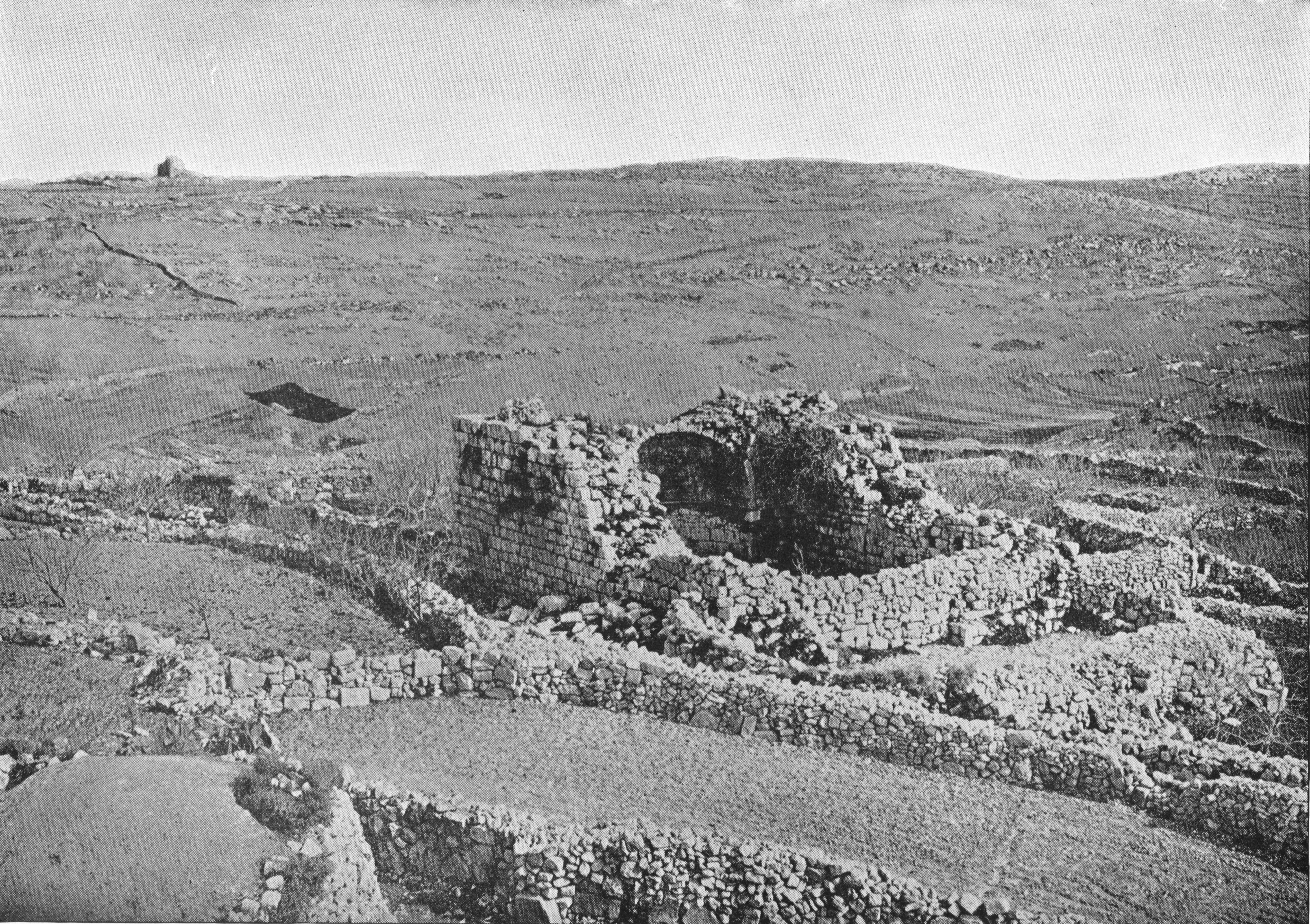
1894년의 베이틴 유적지.

벧엘(히브리어: בֵּית אֵל 3→엘의 집 또는 하느님의 집), 또는 베델은 구약 성경에 등장하는 지명이다. 예루살렘에서 북쪽으로 17km 지점에 있다.
벧엘은 구약성경 창세기에서 아브람이 머무른 곳 근처에 있다며 처음 언급된다. 나중에 벧엘은 야곱이 천국으로 향하는 사다리 환상을 본 장소로 등장한다. 벧엘이라는 이름이 붙여진 것도 야곱이 이 꿈에 착안하여 이 장소를 "하느님의 집"이라고 이름 붙였기 때문으로 설명한다. 후에 벧엘은 베냐민 지파의 영토와 에브라임 지파의 영토 사이에 위치한 국경 도시로 나타난다. 기원후 4세기에 유세비우스와 히에로니무스는 벧엘을 나블루스로 가는 길의 오른편(동쪽)에 있는, 예루살렘에서 북쪽으로 12 로마 마일 거리에 있는 작은 마을로 묘사했다.
대부분의 학자들은 벧엘을 라말라에서 북동쪽으로 5km 떨어진 요르단강 서안 지구에 있는 베이틴 마을이 벧엘이라고 추정한다.

## 성경에서

### 창세기

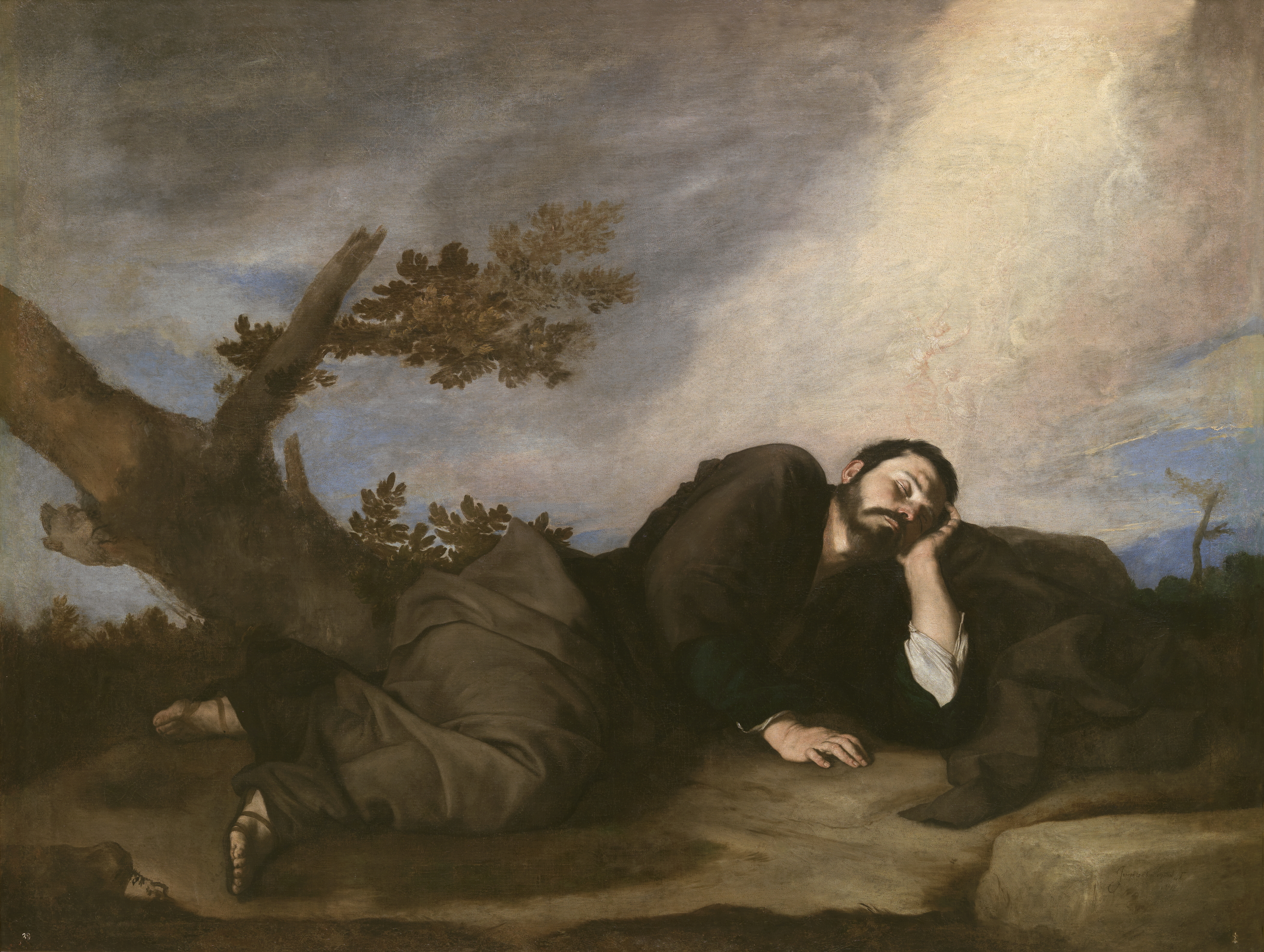
꿈꾸는 야곱. 호세 데 리베라 그림.

벧엘은 창세기에서 여러 차례 언급된다. 창세기 12장과 13장에서 아브람이 이집트로 가는 길과 돌아오는 길에 머물며 제단을 쌓았던 곳 근처로 처음 언급된다. 이에 따르면 벧엘은 아이와 가까우며, 아이의 서쪽에 위치한 도시이다. 벧엘이 나타나는 가장 유명한 구절은 창세기 28장에서 야곱이 그의 형 에서의 분노를 피해 브엘세바에서 하란으로 가다가 돌 위에서 잠이 들었을 때의 기사이다. 여기서 야곱은 꿈 속에서 하늘과 땅 사이에 뻗어 있는 사다리를 천사들이 오르락내리락 하는 모습을 본다. 야훼는 사다리의 꼭대기에 서서 야곱에게 가나안 땅을 약속한다. 야곱은 잠에서 깬 뒤 베고 잔 돌을 세워 석상을 삼고 그 꼭대기에 기름을 부은 뒤 그 곳을 벧엘이라고 불렀다 기록되어있다. 이후 창세기 35장에서도 야곱이 돌아간 장소로 등장한다. 두 기사 모두 벧엘의 원래 가나안식 이름이 '루즈'였다고 기록한다.

### 여호수아기
여호수아기 7, 8, 12장에서도 등장한다. 여기서 창세기 12장과 13장과 마찬가지로 아이의 서쪽에 있는 도시로 언급된다. 16장에서는 벧엘의 또다른 이름이 루즈라는 언급과 함께 예리코 근처의 도시로 등장한다. 요셉 후손의 땅으로 언급된다.

### 판관기
판관기 4장에는 드보라의 종려나무가 벧엘 근처에 있었다고 언급되며, 벧엘은 에브라임 산지에 속한다고 언급된다. 20장에서는 베냐민 지파를 향한 기브아 전투를 벌이기 전에 벧엘에 올라가서 야훼의 의사를 묻는 장면이 나타난다. 법궤가 벧엘에서 아론의 손자 비느하스에 의해 보관되었다고 언급된다. 또한 벧엘은 실로의 남쪽에 있는 도시로 언급된다.

### 사무엘기
사무엘상 7장 16절에서는 라마에 거주하는 예언자 사무엘이 이스라엘을 심판하기 위해 벧엘과 길갈과 미스바를 일년에 한 번씩 순회하곤 했다고 한다. 사무엘 10장 3절에 사무엘은 사울에게 하나님을 예배하기 위한 장소로 벧엘을 언급한다. 당시 그곳에는 불레셋의 수비대가 있었던 것으로 보인다. 벧엘은 삼상 13:2, 삼상 30:27에서 다시 언급된다.

### 열왕기상
솔로몬 사후(기원전 931년경) 이스라엘 왕국이 두 왕국으로 갈라진 뒤, 북이스라엘 왕국의 초대 왕 여로보암은 황금 송아지 두 마리(왕상 12:28)를 만들어 하나는 벧엘에, 다른 하나는 왕국 북쪽 끝 단에 세웠다. 이는 북이스라엘 왕국의 백성이 예배를 드리기 위해 남유다 왕국의 영토인 예루살렘까지 가지 않도록 처한 조치였다. 이 행동은 유대인들의 적개심을 자극한 것으로 보인다. 왕상 13:1에 유다에서 온 한 남자가 벧엘에 있는 성전을 방문하여 결국 요시아에 의해 파괴될 것이라고 예언한 이야기가 있다.

### 열왕기하
왕하 2:1에 따르면 엘리야가 산 채로 하늘로 올라가기 직전에 예언자 엘리야와 엘리사가 길갈에서 예리코로 여행을 떠나 벧엘을 방문했다고 한다. 나중에 엘리사가 혼자 벧엘로 돌아왔을 때 몇몇 젊은이들에게 조롱을 받자, 성전에 올라가 그들을 저주해 42명의 젊은이들이 곰에게 죽임을 당한다.(왕하 2:23)
벧엘은 다음으로 이스라엘의 10번째 왕 예후(기원전 842년경-815년)와 관련하여 언급된다. 바알의 예언자들을 죽이고 그들의 신전을 파괴했음에도 불구하고 예후는 계속해서 벧엘과 단에 황금 송아지들이 있는 것을 용인했다고 한다(왕하 10:29). 벧엘의 신전은 740년과 722년에 아시리아의 이스라엘 왕국 침공에서 파괴를 피한 것으로 보이지만, 마침내 유다의 요시야 왕 (기원전 640년-609년)에 의해 완전히 파괴되었다.

### 에즈라-느헤미야
벧엘은 에즈라기 2:28과 느헤미야기 7:32에서 언급된다. 여기서 바빌론 유수에서 돌아온 백성들이 머물렀다고 기록되어 있다.

### 아모스, 호세아, 예레미야
아모스는 벧엘에 대해 다음과 같이 남겼다.
벧엘을 찾지 말고 길갈로도 가지 말고 브엘세바로도 건너가지 마라. 길갈 주민은 끝내 잡혀가고 벧엘은 빈터만 남으리라.— 아모스서 (공동번역성서), 5:5

다시는 하느님을 팔아 벧엘에서 입을 열지 마라. 여기는 왕의 성소요 왕실 성전이다.— 아모스서 (공동번역성서), 7:13

그로부터 몇년이 흐른 뒤 호세아 역시 벧엘의 악함을 지적한다.(호 10:15) 그리고 예레미야는 벧엘이 이스라엘에 수치를 가져왔다고까지 한다.(렘 48:13) 호세아 13장 1~3절에서는 이스라엘 사람들이 바알 숭배를 위해 아도나이를 버리는 과정을 묘사하고 있으며, 특히 우상의 사용을 비난한다. 비난의 핵심은 벧엘의 황소 우상, 호세아 시대에는 바알의 모습으로 숭배되고 있었음을 알 수 있다.